# Wielersport op de Olympische Zomerspelen 2020 – Ploegenachtervolging vrouwen
De ploegenachtervolging voor vrouwen op de Olympische Zomerspelen 2020 vond plaats op maandag 2 en dinsdag 3 augustus 2021 in de Velodroom van Izu. Het goud ging naar de Duitse vrouwen Franziska Brauße, Lisa Brennauer, Lisa Klein en Mieke Kröger; zij versloegen de Britten in de finale met een nieuw wereldrecord van 4 minuten en 4,242 seconden.

## Resultaten
| rang   | land             | renners                                                                   | tijd finale |
| ------ | ---------------- | ------------------------------------------------------------------------- | ----------- |
| Goud   | Duitsland        | Franziska Brauße Lisa Brennauer Lisa Klein Mieke Kröger                   | 4:04,242    |
| Zilver | Groot-Brittannië | Katie Archibald Laura Kenny Neah Evans Josie Knight                       | 4:10,607    |
| Brons  | Verenigde Staten | Chloé Dygert Megan Jastrab Jennifer Valente Emma White                    | 4:08,040    |
| 4      | Canada           | Allison Beveridge Ariane Bonhomme Annie Foreman-Mackey Georgia Simmerling | 4:10,552    |
| 5      | Australië        | Ashlee Ankudinoff Georgia Baker Annette Edmondson Maeve Plouffe           | 4:11,041    |
| 6      | Italië           | Martina Alzini Elisa Balsamo Vittoria Guazzini Letizia Paternoster        | 4:11,108    |
| 7      | Frankrijk        | Victoire Berteau Marion Borras Valentine Fortin Marie Le Net              | 4:10,338    |
| 8      | Nieuw-Zeeland    | Bryony Botha Holly Edmondston Kirstie James Jaime Nielsen                 | 4:10,600    |

2012: King, Rowsell, Trott ·
2016: Archibald, Barker, Rowsell, Trott  ·
2020: Brauße, Brennauer, Klein, Kröger ·
2024: Dygert, Faulkner, Valente, Williams